# Marmaris
Marmaris népszerű turistacélpont a Török Riviérán, Törökország Muğla tartományában, az Égei-tenger partján. Marmaris körzet központja.
A város egykor kikötőállomás volt a Rodosz és Egyiptom közötti vízi úton.
A lakosság a 2000-es népszámlálás adatai szerint 28 660 fő volt, 2008-ban pedig 31 450, mely nyáron a turisták száma miatt többszörösére emelkedik. A körzetben 2008-ban 76 820 fő élt.

## Története
Az i. e. 6. században a helyén volt Physkos (ógörög: Φύσκος), mely vélhetőleg Kária része volt. Hérodotosz szerint i. e. 3000 körül egy kastély állt itt, de i. e. 334-ben Nagy Sándor megszállta Káriát, valamint ostrom alá vette Physkost is. A város mintegy 600 lakója minden értéküket felégette a hódítók elől, és a környező dombok közé menekültek. A támadók felismerve a vár stratégiai értékét, a fősereg hazatérte előtt néhány száz katona kijavította az ostrom során elpusztult részeket.
A Marmaris név a milétoszi vagy menteşei bégség idején vált ismertté. Neve a török mermer, illetve a görög màrmaron szóból származik, melynek jelentése márvány; s mivel a régió gazdag márványlelőhelyekből eredően a kereskedelemben is jelentős szerepet játszott.
Miután II. Mehmed oszmán szultán a 15. század közepén elfoglalta Bizáncot, 1480-ban innen indult a Szent János Lovagrend által védett Rodosz ellen. 1522-ben Marmaris és környéke volt az oszmán flotta támaszpontja és I. Szulejmán oszmán szultán innen indította a sikeres támadást Rodosz ellen.
1798-ban Nelson admirális flottája Marmaris védett kikötőjében pihent meg útban Egyiptom felé Napóleon ellen.
A török Kulturális Minisztérium (törökül: Kültür ve Turizm Bakanlığı) felügyelete alatt 1979-től zajlanak a felújítási munkálatok, így a várat múzeummá alakították át. A hét galéria közül a legnagyobbat kiállítási célokra használják, valamint a vár melletti bazár mellé Ajse Hafsza szultána egy kis karavánszerájt építtetett.

## Éghajlat, klíma
| Hónap                         | Jan. | Feb. | Már. | Ápr. | Máj. | Jún. | Júl. | Aug. | Szep. | Okt. | Nov. | Dec. | Év   |
| ----------------------------- | ---- | ---- | ---- | ---- | ---- | ---- | ---- | ---- | ----- | ---- | ---- | ---- | ---- |
| Átlagos max. hőmérséklet (°C) | 14,0 | 15,0 | 17,0 | 20,0 | 25,0 | 30,0 | 34,0 | 33,0 | 30,0  | 25,0 | 20,0 | 16,0 | 23,3 |
| Átlaghőmérséklet (°C)         | 10,0 | 11,0 | 13,0 | 16,0 | 20,0 | 24,0 | 28,0 | 27,0 | 24,0  | 20,0 | 15,0 | 12,0 | 18,4 |
| Átlagos min. hőmérséklet (°C) | 6,0  | 7,0  | 8,0  | 11,0 | 14,0 | 18,0 | 22,0 | 21,0 | 18,0  | 14,0 | 11,0 | 8,0  | 13,2 |
| Átl. csapadékmennyiség (mm)   | 249  | 183  | 126  | 65   | 46   | 20   | 7    | 8    | 13    | 67   | 137  | 283  | 1204 |
| Forrás:                       |      |      |      |      |      |      |      |      |       |      |      |      |      |

## Nevezetességek
- Itt található Törökország egyik legnagyobb jachtkikötője.

## Testvérvárosok
- Fürth, Németország
- Askelón, Izrael
- Dzerzsinszkij, Oroszország[6]

## Galéria

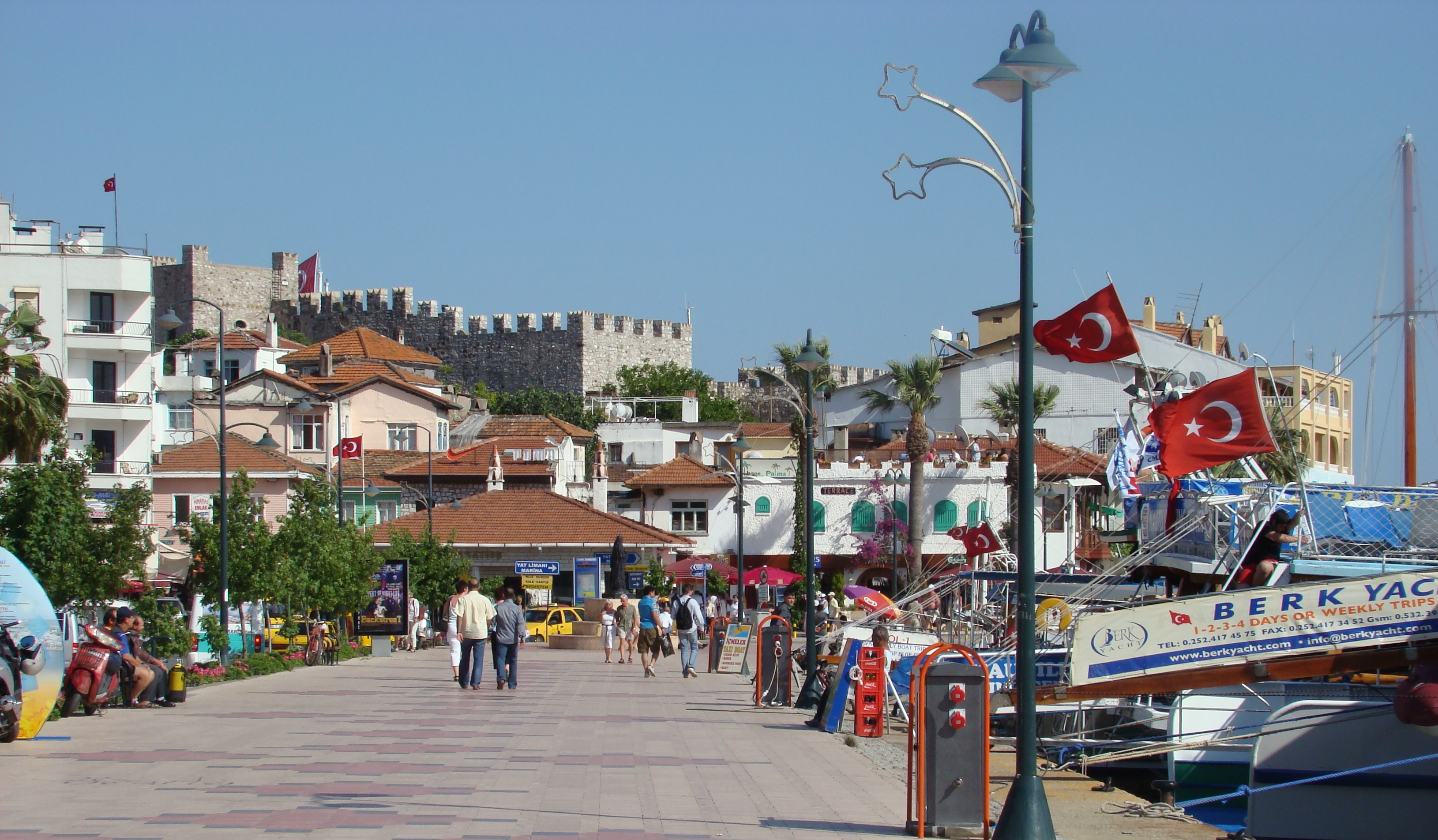
kikötői sétány
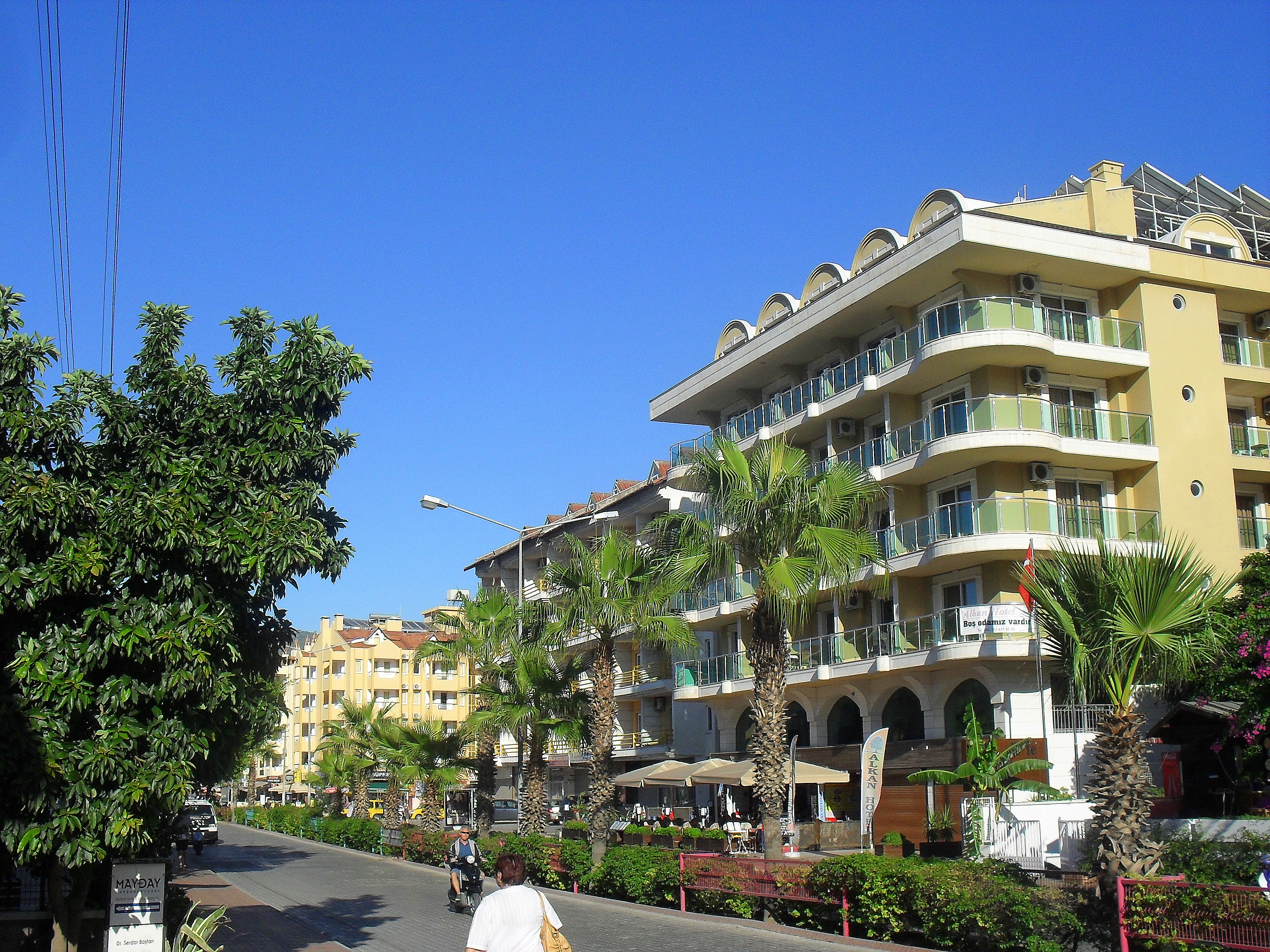
városközpont
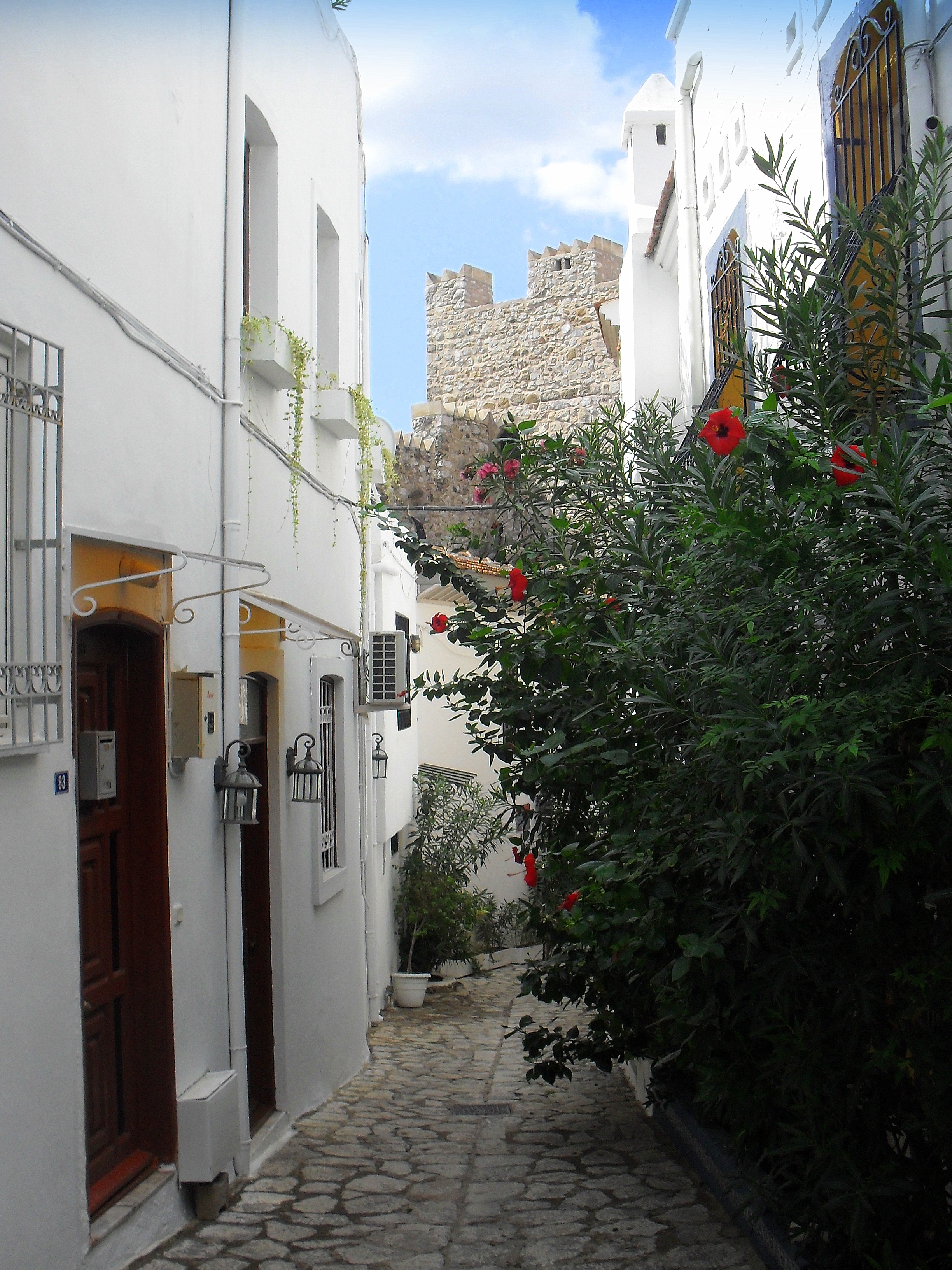
óvárosi utcarészlet
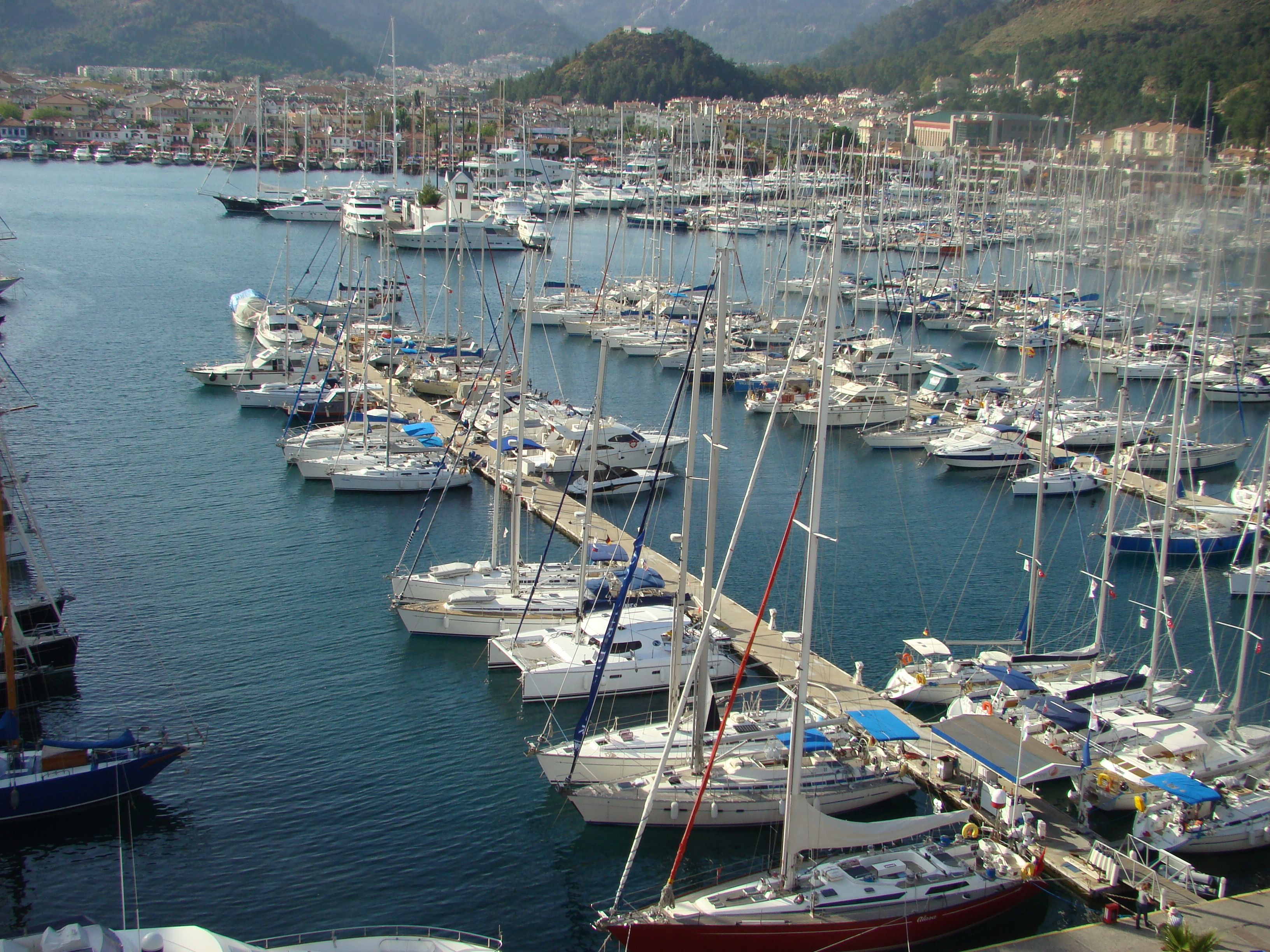
yachtkikötő
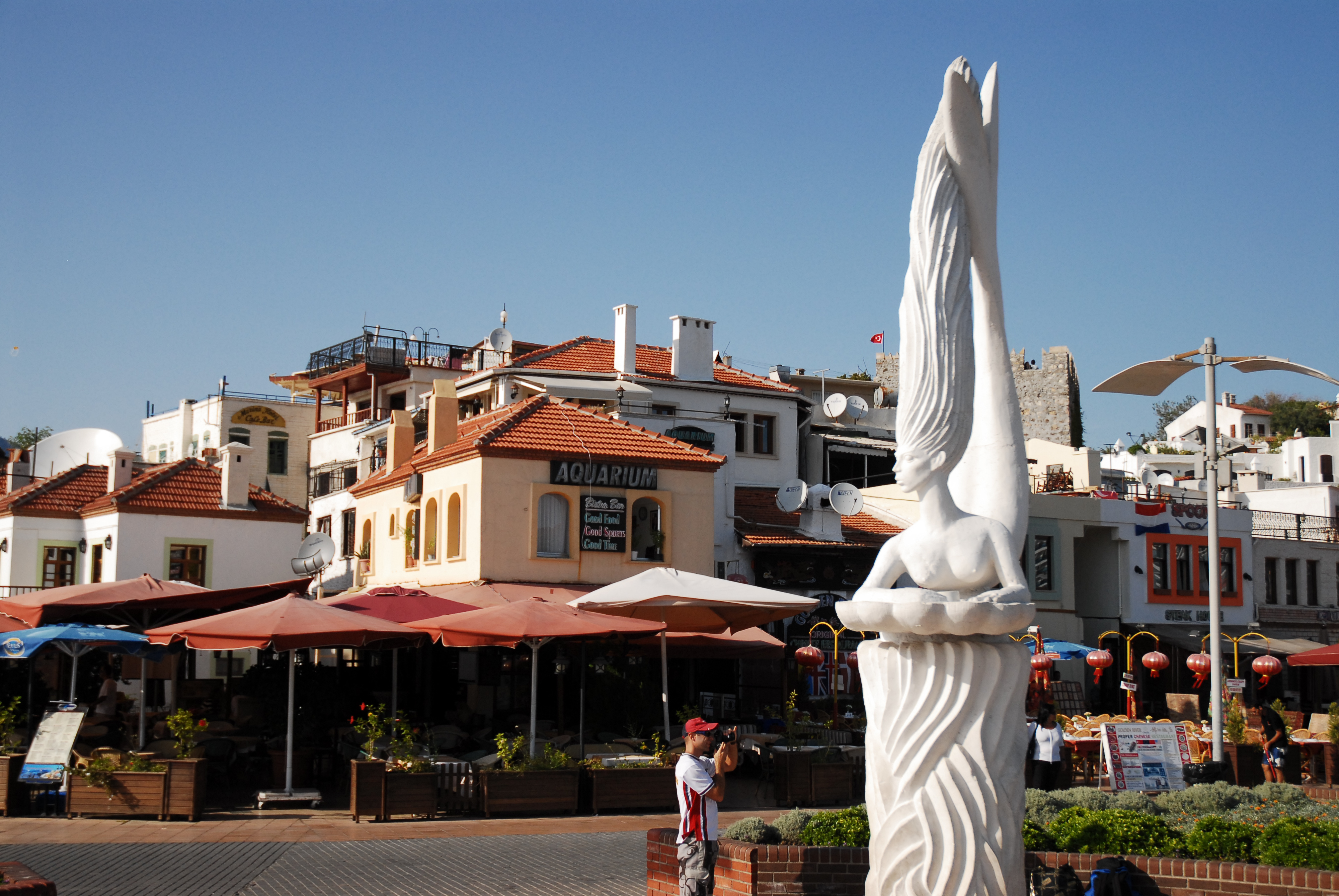
Mermaid szobor